# Greenpoint (Brooklyn)
Greenpoint est le quartier le plus au nord de l'arrondissement de Brooklyn, à New York.
Le cœur résidentiel de Greenpoint est implanté sur des parcelles tracées au XIXe siècle. Greenpoint est délimité à l'ouest par l'East River.

## Histoire

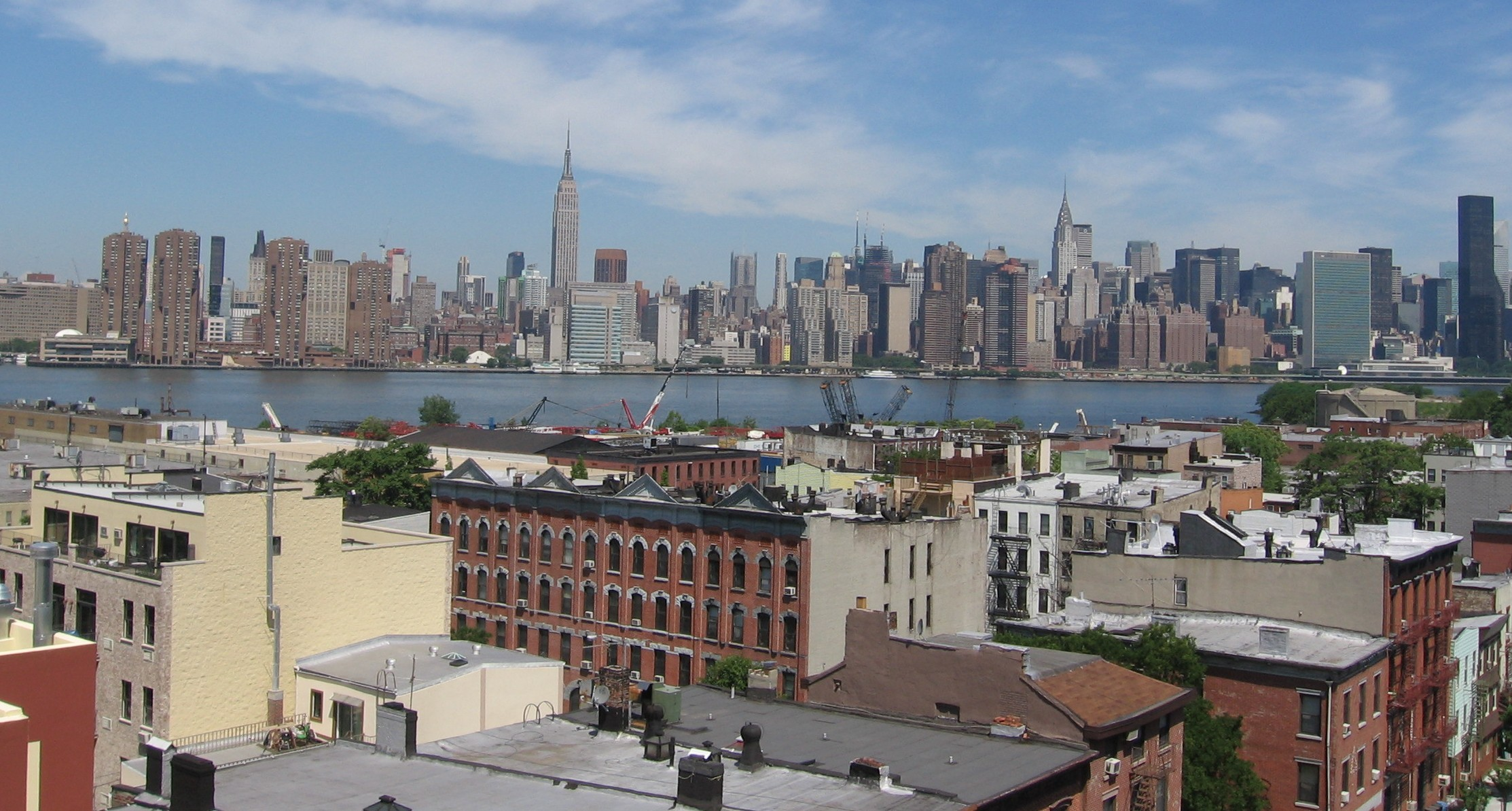
Greenpoint.
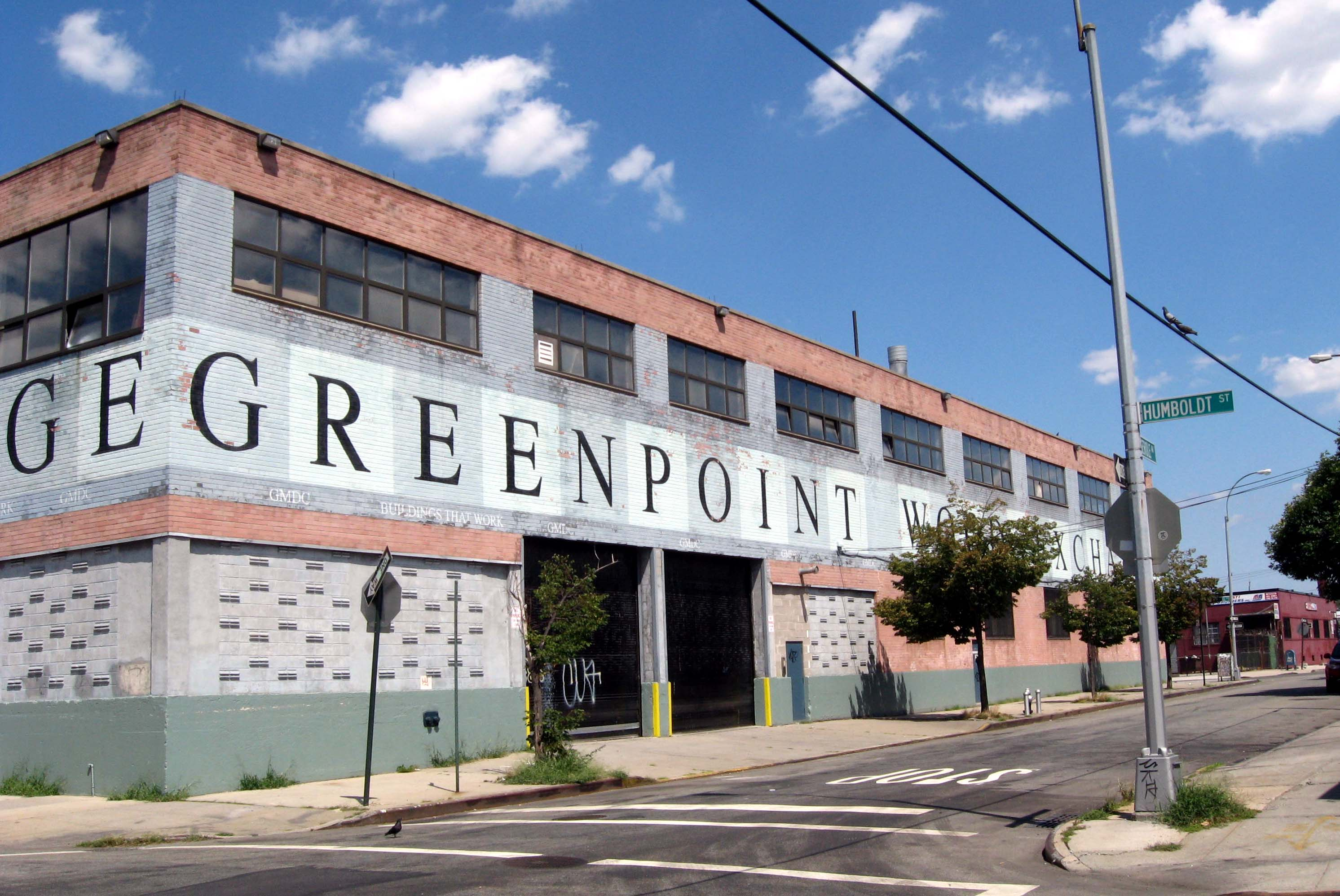
Greepoint Wood Exchange.

## Démographie
Composition ethno-raciale en 2010, :
- Blancs non hispaniques (76,9 %)
- Hispaniques et Latinos (14,7 %)
- Asiatiques (4,9 %)
- Noirs (1,2 %)
- Métis (1,7 %)
- Autres (0,6 %)

Selon l'American Community Survey, pour la période 2008-2012, 54,53 % de la population âgée de plus de 5 ans déclare parler l'anglais à la maison, 26,30 % déclare parler le polonais, 12,24 % l'espagnol, 0,96 % le français, 0,83 % l'italien, 0,74 % une langue chinoise, 0,70 % l'ourdou et 4,0 % une autre langue.
Le quartier est habité par une très grande communauté polonaise, 29,8 % déclarant être ascendance polonaise en 2012.Ce quartier est souvent appelé « Little Poland ».

## Dans la culture populaire
Les séries télévisées Girls et Unbreakable Kimmy Schmidt se déroulent à Greenpoint.